# 劇場版 どうぶつの森
『劇場版 どうぶつの森』（げきじょうばん どうぶつのもり）とは、任天堂より発売のゲームソフトシリーズ『どうぶつの森』の第4作『おいでよ どうぶつの森』を原作とするアニメーション映画作品。2006年12月16日より東宝系で公開された。
興行収入は17億円で、日本国内の興行成績としては『エラゴン 遺志を継ぐ者』、『犬神家の一族』などの大作を抑え初登場第2位を記録している。
前売券には、「金のつりざお」をはじめとする「金の○○」といった、ゲーム内では入手が難しいアイテムのデータがもらえる引き換え券が付属していた。

## あらすじ
ここは人間と動物が一緒に暮らせる「どうぶつ村」。この村に「夢」を探している人間の女の子「あい」が引っ越してきた。彼女は村で出逢った様々な住人、また出来事と共にその「夢」を見つけていく。
ある日、あいは海岸にメッセージボトルを見つける。そこには「針葉樹を植えよ 雪祭りの夜に奇跡は起きる」という言葉が記されていた。
あいの1年間のどうぶつ村での成長の物語である。

## 登場キャラクター
あい
声：堀江由衣
本作の主人公である人間の少女。一人でどうぶつ村に引っ越してきた。天真爛漫な性格で、「夢」を探している。
名前の「あい」は英語で「私」を意味する「I」に由来し、観客自身もまた『どうぶつの森』の主人公であることを意味している。
母親を「はは様（ははさま）」と呼び、手紙を書いている。
劇中、村の洞窟でセイスモサウルスの化石を発見する。
サリー（Margie）
声：折笠富美子
ゾウ・女。
あいの親友で、彼女とは村の仕立て屋「エイブルシスターズ」で初めて出会う。見た目は大きく力持ちだが、極めて少女的な優しい性格で、デザイナーになるのが夢。
劇中、あいだけに何も言わず村を去ってしまう。
ブーケ（Rosie）
声：福圓美里
ネコ・女。
あいの親友。少し気が強くはっきりとものを言う性格で、噂話なども好む。サリーとあいがお互い口にしている言葉「チェリーパイ」を気にしている。口癖は「チェキ」。
ゆう
声：小林ゆう
どうぶつ村の隣村に住んでいる人間の少年で、忍者や海賊などに扮するコスプレイヤー。昆虫類、化石の蒐集が趣味。セイスモサウルスの化石の頭の上にあったUFOの部品を一人でとりに行くなどの勇敢な性格。
名前は演者の小林ゆうと同じだが、小林本人は「偶然」で嬉しいと語っている。
アルベルト（Alfonso）
声：金子貴俊
ワニ・男。
よくゆうと一緒に行動している。いたずら好きだが気はあまり強くない。口癖は「〜だワニ」。
アポロ（Apollo）
声：てらそままさき
ワシ・男。
冷静沈着な性格で、ビアンカが好きな青いバラを自分の家の庭で育てている。そのバラを（故意ではないにしろ）あいに荒らされてしまい、あいはそのことを喫茶店「ハトの巣」で謝罪するが、彼は無言で喫茶店を後にしてしまう。変わり者と言われている。
ビアンカ（Whitney）
声：日野由利加
オオカミ・女。
一見すると冷たい性格だが、あいを励ますなど優しい一面も見せている。村一番の美人と評判で、以前はアポロと交際していた。
さるお（Champ）
声：高戸靖広
サル・男。
いつも筋トレを欠かさず、ジョニーのUFOの部品を探す時さえも怠らなかった。
アラン（Cesar）
声：たてかべ和也
ゴリラ・男。
特技は演歌。さくらじまと仲がよい。
さくらじま（Cyrano）
声：うえだゆうじ
アリクイ・男。
特技はシャンソン。アランと仲がよい。
ダルマン（Hopper）
声：江川央生
ペンギン・男。
趣味は釣りで、劇中では常に釣りをしている。序盤では一向に魚が釣れなかったが、日に日に釣れる物は大きくなっていく。
たぬきち（Tom Nook）
声：龍田直樹
タヌキ・男。
村で商店を経営しており、引っ越して来たばかりのあいに対して強制的にアルバイトを課してくる。
まめきち（Timmy）
声：こやまきみこ
タヌキ・男。
つぶきちと共に、たぬきちの商店の手伝いをしている。
つぶきち（Tommy）
声：並木のり子
タヌキ・男。
まめきちと共に、たぬきちの商店の手伝いをしている。
コトブキ（Tortimer）
声：緒方賢一
カメ・男。
どうぶつ村の村長。次期村長選挙も当選を望んでおり、そのことばかり気にしている。
ぺりお（Pete）
声：陶山章央
ペリカン・男。
手紙の配達員。劇中ではサリーからの手紙をあいへ届ける。
ぺりこ（Pelly）
声：乙葉
ペリカン・女。
村役場の職員。日中の役場の業務を担当しており、ぺりみの妹。引っ越して来たばかりのあいに親切な応対を行ったり、村長の為に通路の障害物を移動したりする優しい性格。
ぺりみ（Phyllis）
声：水谷優子
ペリカン・女。
村役場の職員。夜間の役場の業務を担当している。ぺりこの姉で、ぺりことは対照的に毒舌家。
フータ（Blathers）
声：山口勝平
フクロウ・男。
博物館の館長。恐竜に対しては熱弁を振るい、セイスモサウルスの化石を村の博物館にかざるのが夢。
フーコ（Celeste）
声：かないみか
フクロウ・女。
フータの妹で、兄と同じく博物館に勤務している。劇中では、あいに星のことを教えていた。
マスター（Brewster）
声：土師孝也
ハト・男。
博物館地下にある喫茶店「ハトの巣」のマスター。無口だが、彼の入れるコーヒーは村の住民達に人気。
とたけけ（K.K. Slider）
声：小栗旬、 歌： 戸高一生
イヌ・男。
ストリートミュージシャンで、夏祭りの会場でライブを披露した。
キャラクターモデルは、この作品や原作ゲームの音楽を担当した戸高一生。
リセットさん（Mr. Resetti）
声：木村祐一
モグラ・男。
正義感が強く、悪事を行った者は絶対に見逃さない。雪祭りの準備の際には、村のイルミネーション係も担っていた。
セイイチ（Wendell）
声：滝口順平
セイウチ・男。
放浪の画家で、行き倒れていた所をあいに助けてもらう。その後「お腹が空いていることは悲しいこと」と言い残し去ってしまうが、あいはこの出来事で彼に勇気づけられた。
あさみ（Sable）
声：安達まり
ハリネズミ・女。
妹のきぬよと共に仕立て屋「エイブルシスターズ」を経営している。
きぬよ（Mabel）
声：服部紗織
ハリネズミ・女。
あさみの妹で、彼女と共に仕立て屋「エイブルシスターズ」を経営している。
つねきち（Crazy Redd）
声：坂口哲夫
キツネ・男。
不定期に村を訪れて店を開く露天商。
ラコスケ（Pascal）
声：三池崇史（志願出演）
ラッコ・男。
コトブキが偶然彼を岬で見かけるが、不可解なセリフを言い残し去ってしまう。その際、コトブキは自身を知らない村人がいたことに落ち込んでしまう。
ジョニー（Gulliver）
声：高木渉
カモメ・男。
本人曰く宇宙飛行士で、雪祭りの日にUFOと共に墜落し、村の住民に部品を探すことを頼んで来た。
カッペイ（Kapp'n）
声：岩田光央
カッパ・男。
タクシーの運転手。冒頭であいを村まで案内した。
ローラン（Saharah）
ラクダ・男。
作中でのセリフは無し。
ししょー（Dr. Shrunk）
アホロートル・男。
作中でのセリフは無し。
まいこちゃん（Katie）
ネコ・女。
作中でのセリフは無し。
おかあさん（Kaitlin）
ネコ・女。まいこちゃんの母親である。
作中でのセリフは無し。
ホンマさん（Lyle）
カワウソ・男。
作中でのセリフは無し。

## スタッフ
- 原案・原作：任天堂『おいでよ どうぶつの森』
- 監督：志村錠児
- 脚本：松井亜弥
- 絵コンテ：志村錠児、高橋ナオヒト、深沢幸司、川田武範
- 演出：飯島正勝、浅田裕二、高橋ナオヒト、深沢幸司、徳本善信、志村錠児
- スーパーバイザー：江口勝也、野上恒、手塚卓志、宮本茂、山内克仁
- アソシエイトプロデューサー：久保雅一
- アニメーションプロデューサー：奥野敏聡、神田修吉
- プロデューサー：加治屋文祥、大村信、油井卓也
- ゲームリレーションシップス：柴田雄次、民谷紀里、益田岳司
- キャラクターデザイン・総作画監督：一石小百合
- デザインワークス：志村錠児、松原徳弘、毛利和昭、佐藤和巳、深沢幸司
- 作画監督：松原徳弘、毛利和昭、井ノ上ユウ子、佐藤和巳、佐藤陵、玉川明洋、志村隆行、相澤昌弘
- 2D色彩設計：佐藤美由紀
- 色指定：長尾朱美
- 仕上検査：大田憲之、田中さよ
- 美術監督：春日礼児
- 美術監督補：北原美佐
- 美術監修：金村勝義
- デジタルワークス：高尾克己
- 2D撮影監督：山越康司
- 2D撮影監修：吉田光伸
- 2Dスーパーバイザー：水谷貴哉
- 2Dマネージメント：大竹研次
- 3D撮影：OLM Digital team3D
- CGIプロデューサー：坂美佐子
- CGIスーパーバイザー：近藤潤
- CGIディレクター：徳重実
- 3DCGチーフデザイナー：管家涼、三上康博
- コンポジテッド・スーパーバイザー：松嵜泰三
- 編集：JAY FILM（辺見俊夫）
- 編集助手：後田良樹、古谷桃子
- ネガ編集：今井大介
- データコーディネート：三浦亜矢子
- デジタル&フィルムラボ：IMAGICA Lab.、Galette
- タイミング：平林弘明
- カラーマネージメント：松本渉
- フィルムレコーディング：由良俊樹
- ラボ・コーディネーター：志村由布子
- 音楽：戸高一生
- オーケストレーター：中川幸太郎
- 音楽プロデューサー：田中統英、千石一成
- 音楽録音&ミックス：伊世照明
- 音楽協力：小学館ミュージック&デジタル エンタテイメント、日本テレビ音楽
- 音響監督：三間雅文
- 音響プロデューサー：南沢道義、西名武
- 音響制作デスク：中村明子、小野勝弘
- キャスティング協力：81プロデュース、百田英生、髙野あさ子
- アフレコ指導：小林優子（81プロデュース）
- 整音：安藤邦男
- 整音助手：上野未来
- 音響効果：サウンドボックス（倉橋裕宗、山谷尚人、米原想、緒方康恭、西佐知子、渡辺雅文）
- ADRエディター：蜂須賀英幸
- 光学リレコ：利澤彰
- デジタル光学録音：西尾昇
- 録音スタジオ：アオイスタジオ
- 音響制作：HALF H・P STUDIO
- ドルビーデジタル・コンサルタント:河東努、森幹生(コンチネンタルファーイースト株式会社)
- 制作担当：亀井康輝
- 制作進行：大杉善信、藤井康晶、内田晴香、高嶋久嗣、村田貢一、澤田剛、岡村遊
- 設定制作：新田典生
- 宣伝プロデューサー：幕内一男
- 宣伝：小山田晶、江見威彦、土肥直人、稲垣優、大平雅之
- アートディレクション：ピラコチャ（波木香里、小島隆司）
- プロモーションディレクター：ガル・エンタープライズ（小江英幸）
- WEBプロモーション：SMDE（青野竜二、武内純子、山川高志）
- モバイルプロモーション：D.N.ドリームパートナーズ（高田真治、夏野剛、山口善輝）、フォアキャスト・コミュニケーションズ（矢追孝男、白石俊博、田中宏明）
- 特別協賛：ショウワノート、タカラトミー、バンダイ
- 協賛：伊藤忠商事、江崎グリコ、エンスカイ、第一パン、HusHusH、バンプレスト、ひらかたパーク
- 協力：セブン-イレブン、イトーヨーカドー、ジャスコ、メガマート、イオンスーパーセンター、サティ、トイザらス、ハローマック、平和堂、アピタ、ユニー
- プロモーション協力：大広（谷口義一、水谷友昭）、小学館学年別学習雑誌（幼稚園、小学一年生・小学二年生・小学三年生・小学四年生・小学五年生・小学六年生、コロコロコミック、コロコロイチバン!、ちゃお）
- アニメーション制作：OLM TEAM KAMEI
- 製作：波多野信治（任天堂）、亀井修（小学館）、三浦姫（日本テレビ放送網）、島谷能成（東宝）、原口宰（ジェイアール東日本企画）、安永義郎（博報堂DYメディアパートナーズ）、斎藤裕（ShoPro）、劇場版「どうぶつの森」製作委員会
- 音響方式:DOLBY SURROUND 5.1

### 劇場版「どうぶつの森」製作委員会
- 任天堂：米田功、深谷裕、近藤孝直、熊澤太吾
- 小学館：岩渕博、黒川和彦、川原章三、渡邉欣治、中原康、細川祐司、佐上靖之、小野邦彦、小野綾子、田中雅広、太田克巳、齋藤慎、和田誠、飯田誠敬、岡本順哉、高瀬一郎、黒田泰子、小菅さやか、利田浩一、石橋里奈、荻田奈緒、橋本真理
- 日本テレビ放送網：堀越徹、奥田誠治、神蔵克、長崎佳子、植野浩之、森永宏二、畠山直人、山王丸和恵、岩佐直樹
- 東宝：市川南、山内章弘、小野田光
- OLM：北嶋秀彦、小板橋司、太田昌二、長谷川隆一、代哲哉、田中ひろ子、横山聖子、中川恵美、間取美帆
- ジェイアール東日本企画：今井茂人、桜井靖、川尻正孝、池田義昭、伊ヶ崎浩一、岩原妙子、渡邉志穂美
- 博報堂DYメディアパートナーズ：藤巻直哉、吉田恵、矢部征嗣
- 小学館集英社プロダクション：安齋進、大槻育宏、竹内俊司、石割太郎、安田厚、岡田洋介、薄友也、宮下令文

## 主題歌
主題歌『森へ行こう』
歌：大貫妙子、作詞：吉井省一、作曲：戸高一生、編曲：長谷川智樹
挿入歌『けけボッサ』
作詞・作曲・編曲：任天堂株式会社
クレジット上は上記のようであるが、実際の作曲者は戸高一生。また、詞は手塚卓志、江口勝也、野上恒、戸高一生の共作による（編曲者は不明）。
以上の2曲は、2006年12月13日発売の『劇場版「どうぶつの森」オリジナルサウンドトラック』（Clay RECORDS／バップ、VPCG-84854）に収録されている。

## テレビ放送
| 放送日        | 放送時間（JST）   | 放送局          | 視聴率 | 備考                                                     | 出典 |
| ------------- | ----------------- | --------------- | ------ | -------------------------------------------------------- | ---- |
| 2020年7月29日 | 水曜19:00 - 20:45 | BS12 トゥエルビ |        | 字幕の色 あい：黄色 サリー：水色 ブーケ：緑色 その他：白 |      |

## 付記
- 「小学一年生」を除く小学館の学習雑誌各誌の2007年1月号に、本作の主要4キャラクターを演じる堀江由衣・福圓美里・折笠富美子・小林ゆうの写真と簡単なコメントが掲載された。小学館刊行の児童向け雑誌において声優を本業とする人物の写真が掲載されるのは、2002年の『わがまま☆フェアリー ミルモでポン!』テレビアニメ化の知らせの際の「ちゃお」以来である。
- 2006年12月より順次、日本テレビ系列を中心として特別番組『いこうよ どうぶつの森』が放送された。司会は当時日本テレビアナウンサーの町亞聖と羽鳥慎一が担当。
- 映画化決定の時のイメージイラストには、あい（らしき人物）、ブーケ、謎の少年、ブタのルーシーが描かれていた。なぜルーシーが未登場になったのかは不明。
- 亀井康輝率いるOLM TEAM KAMEIの初担当作品である。
- 金田朋子は、映画化を聞いて是非とも出演したいとラジオなどで公言していたが、出演は叶わなかった。
- 主要スタッフを同じくして『えいがでとーじょー! たまごっち ドキドキ! うちゅーのまいごっち!?』、『映画! たまごっち うちゅーいちハッピーな物語!?』、『レイトン教授と永遠の歌姫』が同じ東宝系で公開された。
- きぬよ役の服部紗織は2013年に亡くなっていることが服部の友人により明かされている[9]。